# Michela Ponzani
Michela Ponzani (Roma, 12 febbraio 1978) è una storica e conduttrice televisiva italiana.

## Biografia
Laureata in lettere con lode all'Università di Roma "La Sapienza" con una tesi sulla memoria della strage delle Fosse Ardeatine, nel 2004 è stata borsista della Fondazione Luigi Einaudi di Torino e nel 2007 ha conseguito il dottorato di ricerca in Studi storici per l'età moderna e contemporanea all'Università degli Studi di Firenze con la tesi L'eredità della Resistenza nell'Italia repubblicana tra retorica celebrativa e contestazione di legittimità. 
Dal 2008 al 2009 ha preso parte a un progetto di ricerca presso il Centre d'études en sciences sociales de la défense del Ministero della difesa della Francia sulla costruzione delle memorie pubbliche di guerra e della resistenza nell'Europa post-bellica e successivamente è stata componente del gruppo di ricerca della Commissione storica bilaterale italo-tedesca (Deutsch-italienische Historikerkommission), istituita dai ministeri degli affari esteri di Italia e Germania, redigendo un'antologia critica di memorie sulla prigionia dei militari italiani internati in Germania (IMI), con documenti provenienti dall'archivio apostolico vaticano. Sullo stesso tema dal 2010 al 2011 ha coordinato un progetto di ricerca per l'Istituto Storico Germanico di Roma, nell'ambito dello Europe for Citizens Programme - Education and Culture DG, 2007-2013 Action 4, Active European Remembrance della Commissione europea.
Dal 2010 al 2016 è stata consulente dell'archivio storico del Senato della Repubblica e nel 2013 visiting research fellow presso il Remarque Institute della New York University con un progetto di ricerca su Children of enemies. Post-war memories, citizenship rights and childhood welfare policies in the Republican Italy (1948-1975).

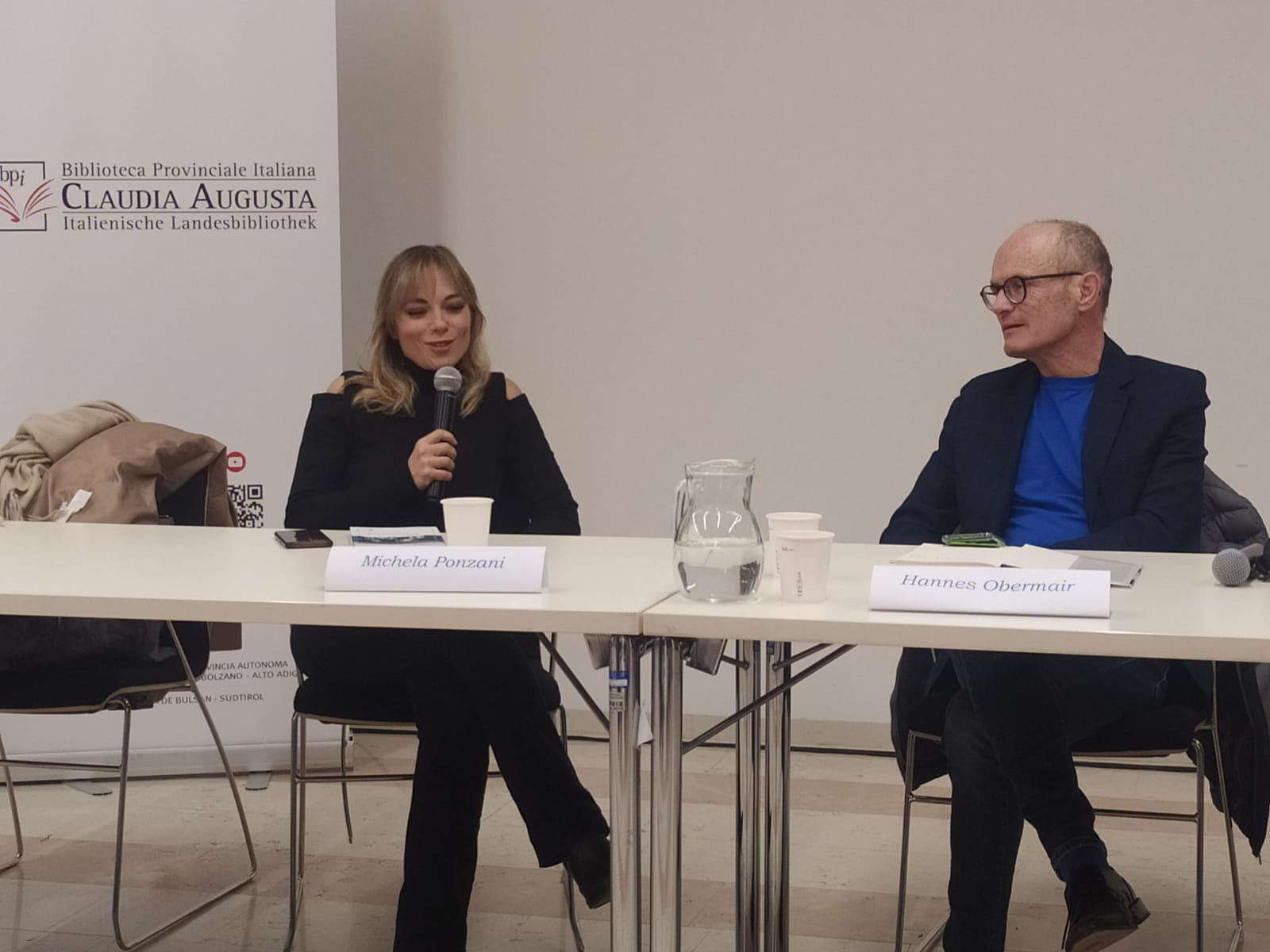
Da sinistra: Ponzani e il collega Hannes Obermair a Bolzano nel 2024.

Dal 2022-2023 è professore a contratto di storia contemporanea presso l'Università di Roma Tor Vergata e dal 2023-2024 di storia delle fonti audiovisive e multimediali presso l'Università di Roma Tre.

### Televisione
Ha condotto la stagione 2016-2017 del programma di divulgazione storica Il tempo e la storia, in onda su Rai 3 e su Rai Storia.
Ha condotto nel 2017 con Marco Marra la trasmissione La mia passione, un talk show basato su interviste a personaggi celebri.
Nel 2018 è andata in onda su Rai Storia Clio. Il filo della Storia, trasmissione in due episodi incentrata sul racconto di storie di donne e della loro  emancipazione.
Dal novembre 2020 conduce su Rai Storia, in seconda serata, la trasmissione Storie contemporanee. La ricerca storica in Italia, un programma scritto e condotto insieme a Marco Mondini dedicato alle novità e agli approfondimenti della ricerca storica contemporanea. In ogni puntata i due conduttori rievocano vicende del passato, tornando alle fonti, entrando negli archivi, intervistando storici e testimoni e vanno alla scoperta di luoghi nascosti, dimenticati dalla memoria. 
Ha ideato e scritto con Fabrizio Marini il docufilm, prodotto da Indigo, Caro Presidente (trasmesso da Rai3 il 2 giugno 2022) con la voce narrante di Walter Veltroni, dedicato alle lettere dei cittadini italiani ai presidenti della Repubblica.
Ospite di diversi programmi Rai e LA7, ha partecipato a varie puntate della trasmissione condotta da Corrado Augias La torre di Babele, del programma Dimartedì condotto da Giovanni Floris su LA7 e degli speciali condotti da Luca Sappino e Alessio Orsingher C'era una volta il Novecento, sempre su LA7. Nella stagione 2024-2025 è ripetutamente ospite di Otto e mezzo e di Piazzapulita, su La7.

## Opere

### Monografie
- L’offensiva giudiziaria antipartigiana nell’Italia repubblicana (1945-1960), Prefazione di Mario Giuseppe Rossi, Roma, Aracne, 2008, ISBN 978-88-548-2120-0.
- Le sindache d'Italia. Viaggio nella storia delle amministrazioni italiane, con Andrea Catizone, Reality Book, 2011, ISBN 978-88-952-8492-7.
- Guerra alle donne. Partigiane, vittime di stupro, «amanti del nemico» 1940-45, Collana Storia, Torino, Einaudi, 2012, ISBN 978-88-062-0689-5.
- Figli del nemico. Le relazioni d’amore in tempo di guerra 1945-1948, Collana Storia e Società, Roma-Bari, Laterza, 2015, ISBN 978-88-581-1891-7.
- Donne di Roma. La lunga strada dell'emancipazione femminile nella città eterna, con Massimiliano Griner, Milano, Rizzoli, 2017, ISBN 978-88-170-9799-4.
- Processo alla Resistenza. L’eredità della guerra partigiana nella Repubblica (1945-2022), Collana Storia, Torino, Einaudi, 2023, ISBN 978-88-062-1724-2. - Collana ET Storia, Einaudi, 2025, ISBN 978-88-062-6684-4.
- Caro presidente, ti scrivo. La Storia degli italiani nelle lettere al Quirinale, Collana Passaggi Einaudi, Torino, Einaudi, 2024 ISBN 978-88-062-6211-2.
- Donne che resistono. Le Fosse Ardeatine dal massacro alla memoria. 1944-2025, Collana Storia, Torino, Einaudi, 2025, ISBN 978-88-062-6773-5.

### Ebook
- Scegliere la disobbedienza. La dimensione esistenziale dell'antifascismo nelle memorie di Rosario Bentivegna e Carla Capponi, Roma, Senato della Repubblica, 2016.
- Inventario del Fondo Rosario Bentivegna 1944-2012, Roma, Senato della Repubblica, 2016

## Premi e riconoscimenti
- Premio nazionale Pier Paolo D'Attorre
  - 2016 – per la sua tesi di laurea Le Fosse Ardeatine dal massacro al mausoleo (1944-1996)[8]
- Ufficiale al merito della Repubblica, onorificenza conferita dal Presidente della Repubblica Sergio Mattarella il 9 maggio 2024